# Mák pochybný

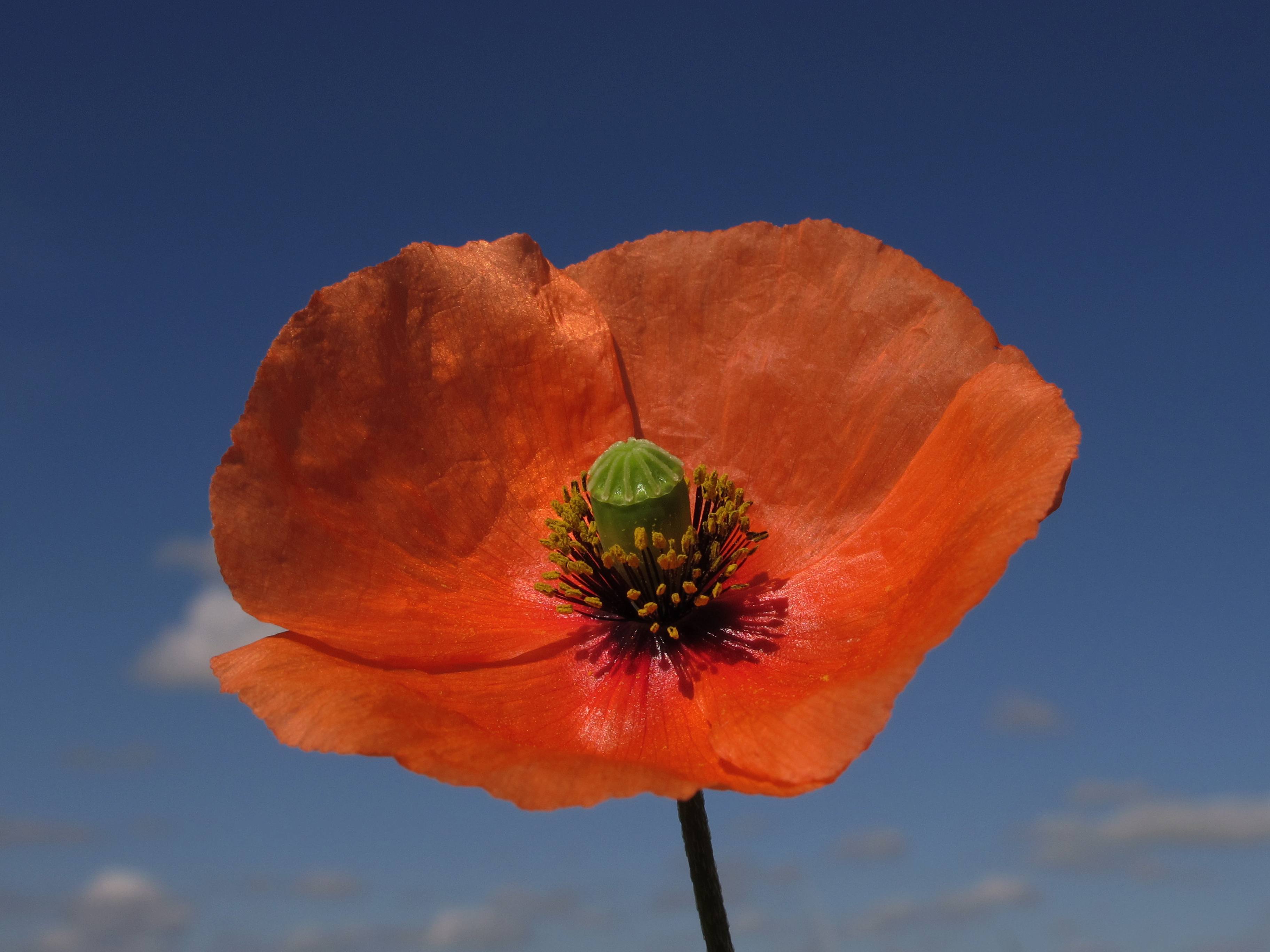
Květ

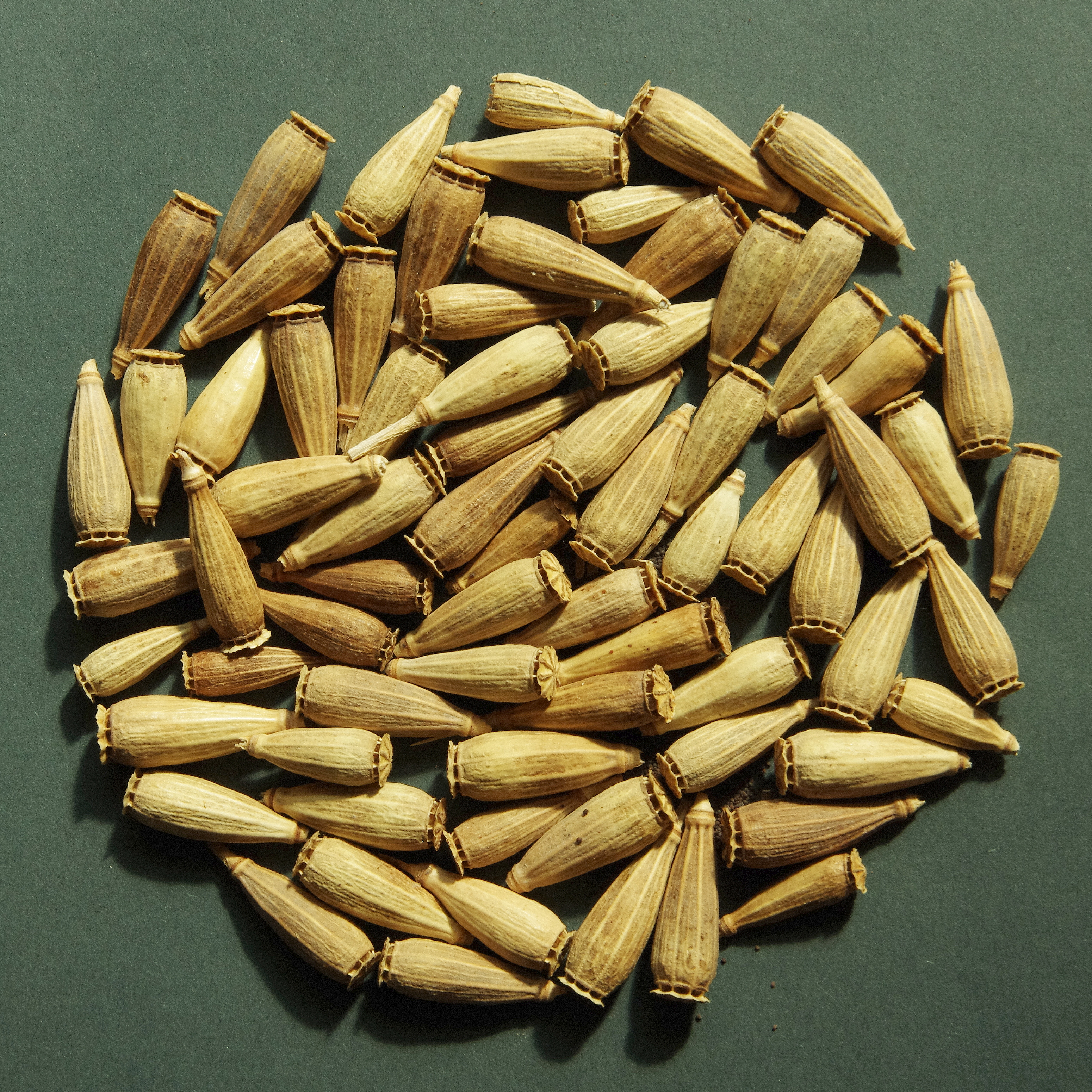
Makovice

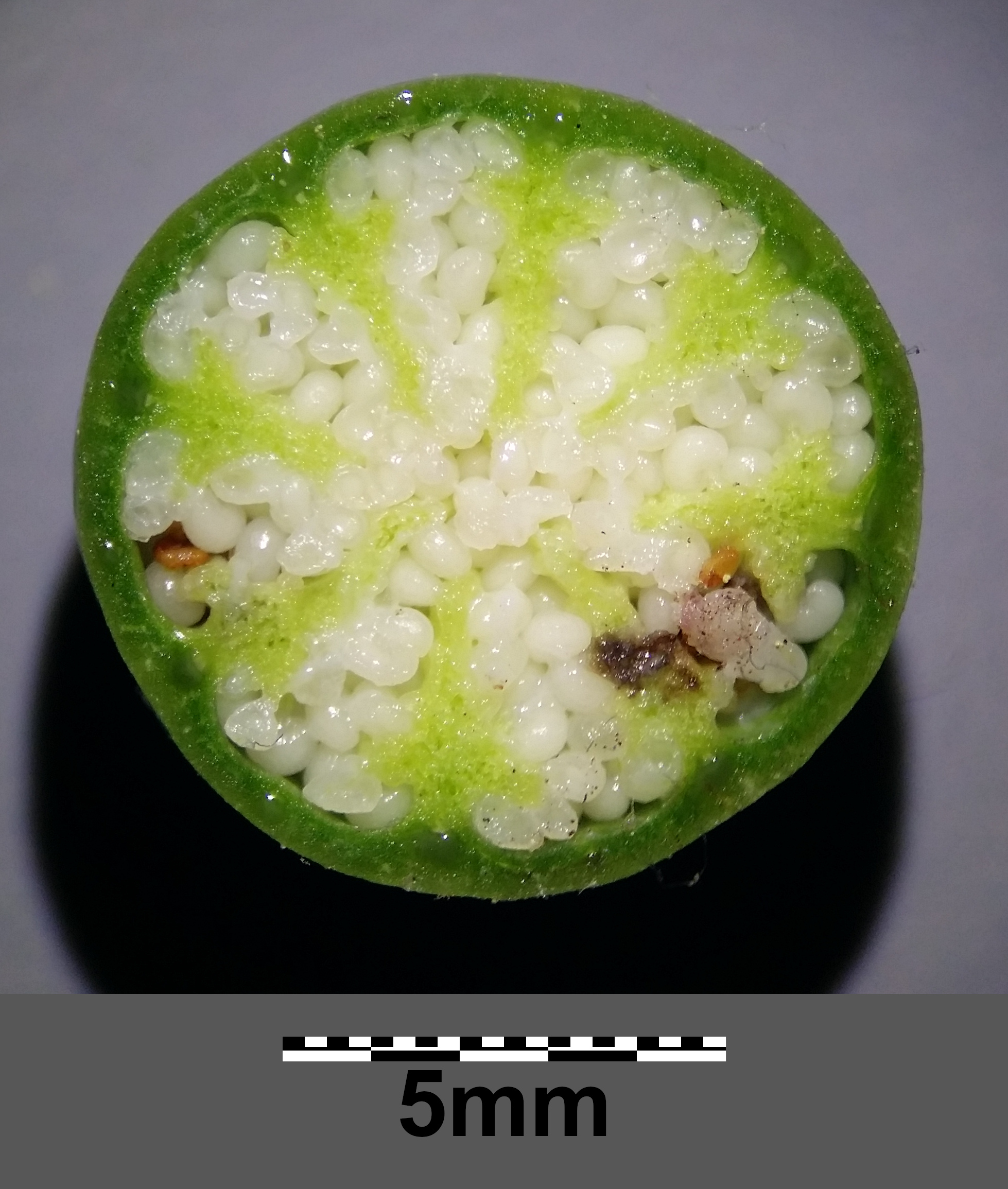
Uložení semen v makovici

Mák pochybný (Papaver dubium) je jednoletá, středně vysoká rostlina, kvetoucí od června do srpna cihlově červenými květy. Má lodyhu vysokou 50 až 100 cm, která po poranění ze všech částí bíle mléči. V české přírodě je pokládán za zdomácnělý, náhodně zavlečený archeofyt a nepříliš úporný polní plevel.

## Rozšíření
Pochází ze Středomořské oblasti, odkud se rozšířil do střední a západní Evropy, na Blízký východ, do jihozápadní Asie, na Arabský poloostrov a do severní Afriky. Druhotně byl zavlečen téměř do celé Evropy a Přední Indii, na východ Spojených států amerických a Kanady, stejně jako do jižních oblastí Jižní Ameriky a Austrálie.
V Česku je rozšířen v termofytiku, v mezofytiku jen v nižších polohách a v oreofytiku chybí. Těžiště jeho výskytu je v planárním až suprakolinním stupni, výše se vyskytuje jen nahodile.

## Ekologie
Jednoletá bylina, velmi často ozimá, jejíž semena obvykle vyklíčí již na podzim a semenáče přezimují ve formě listové růžice, při holomrazech ale zhusta vymrzají. Ozimé rostliny rozkvétají mnohem dříve, než vyklíčené ze semen teprve na jaře. Rostliny rostoucí v obilí mají obvykle semena zralá v uzavřených vzpřímených makovicích ještě před žněmi, kdy se teprve otvírají.
Mák pochybný roste roztroušeně nejčastěji na mírně bazických substrátech. Přednostně vyhledává suché, slunné a výhřevné stanoviště podél cest, na železničních náspech, úhorech, ve vinicích a na zemědělské půdě. Konkurenčně není příliš silnou rostlinou, potřebuje teplo a obzvláště světlo. Nevytváří husté porosty, v těch se ani neprosadí, jakmile však obsadí volný prostor uchytí se. Kvete v červnu až srpnu. Počet chromozomů 2n = 42.

## Popis
Jednoletá rostlina, která ze všech poraněných částí bíle nebo světle krémově mléči, zaschlé latexové mléko je tmavožluté, hnědé až černé. Lodyhu má přímou, od báze větvenou, jen zřídka jednoduchou, porostlou odstálými štětinatými chlupy. Přízemní a dolní lodyžní listy mají dlouhý křídlatý řapík, horní listy jsou téměř přisedlé. Lodyžní, střídavě vyrůstající listy bývají peřenosečné se zubatými úkrojky, které se k vrcholu listu zmenšují. Nejspodnější pár úkrojků je většinou dvakrát peřenosečný a nápadně delší než jednoduše peřenosečný následující pár. Vzdálenost mezi prvým a druhým párem úkrojků prostředních lodyžních listů je zpravidla delší, než vzdálenost mezi dalšími páry úkrojků. Přizemní růžice listů většinou do doby kvetení usychá, některé populace si ji ale zachovávají až do odkvětu. Rostlina vytváří v půdě jednoduchý nebo větvený kůlovitý kořen.
Z lodyhy vysoké 50 až 100 cm odbočují v úžlabí listů bíle chlupaté květní stopky, které jsou v období poupat převislé. Lysé, nerozvité makovičky (poupata) se zmuchlanými okvětními lístky jsou nejširší v dolní třetině až čtvrtině, před rozkvětem se jejich stopky vzpřimují. V bisymetrickém až téměř pravidelném květu jsou dva brzy opadající kališní lístky a čtyři až šest cihlově červených, vzácně tmavočervených, ve dvou kruzích vyrůstajících lístků korunních. Vnější lístky jsou širší a částečně se překrývají. V květu je větší počet tmavě fialových tyčinek nesoucích hnědě fialové prašníky se žlutým pylem. Paprsčitá blizna přisedá na vrchol semeníku, má pět až osm nepřekrývajících se laloků a je srostlá do terčového útvaru. Svrchní synkarpní semeník je vyvinutý z většího počtu plodolistů a je rozdělen do nepravých oddílů s mnoha dvojobalnými vajíčky. Květ lákající opylovače na výrazné okvětí nenabízí nektar, pouze pyl.
Plod je tobolka (makovice) s četnými nepravými přehrádkami, puká otvory v horní části pod vypouklým nebo plochým bliznovým terčem. Tobolka je čihovitá, až 25 mm dlouhá, obvykle je 2,6 až 3,3 krát delší než širší. Obsahuje drobná šedomodrá až šedohnědá matná semena velká do 1 mm, ledvinovitého tvaru, která mají síťované osemení. Na jedné rostlině dozrává asi 18 000 semen, která jsou ve zralosti rozptylována větrem. Semena mají silně vyvinut endosperm a jsou bohatá na olej a bílkoviny. Jsou nestejnoměrně dormantní a klíčí z povrchu půdy. V půdní bance dokážou čekat na vhodné období po několik let.

## Význam
Mák pochybný zapleveluje zejména ozimé obilniny, řepku olejnou, ale i další plodiny. Jedná se sice o méně významný plevelný druh, avšak v některých oblastech je zaznamenáno jeho postupné šíření. Na polích se nevyskytuje příliš často, je velmi světlomilný a nevytváří hustý zápoj, naopak bývá na výživných půdách utlačován dobře rostoucími hustými plodinami. Celkem spolehlivě jej zničí podmítka po žních a mladé semenáčky podzimní orba a jarní vláčení. Vhodné je i střídaní plodin a v zaplevelených oblastech menší zastoupení ozimých rostlin.
Rostliny obsahují hlavně isochilinové alkaloidy, mnohé z nich jsou odlišné od ostatních druhů máků, příkladem je alkaloid remerin, doprovázený menším množstvím mekambrinu.